# 루이스 플라비오
루이스 플라비오(Luís Flávio Ribeiro Buongermino, 1949년 6월 8일)는 브라질 출신의 축구 피지컬 코치이다.
브라질 명문 축구 클럽 상파울루 FC와 CR 바스쿠 다 가마를 비롯하여 사우디아라비아 축구 국가대표팀, 일본 축구 국가대표팀 그리고우라와 레드 다이아몬즈, 비셀 고베,  FC 서울, 전남 드래곤즈, 포항 스틸러스 등에서 피지컬 코치 경력을 가지고 있다
2016년 7월 13일 리우데자네이루 올림픽에 참가한 대한민국 U-23 축구 국가대표팀의 피지컬 코치로 선임되어 대회 기간 동안 활약하였다.

## 참고 자료
- 루이스 플라비오, 축구 왕국에서 온 피지컬 트레이닝 전도사-1
- 루이스 플라비오, 축구 왕국에서 온 피지컬 트레이닝 전도사-2
- FC 서울 웹진10월호 Interview-플라비오 피지컬 코치